# 휴 그리피스

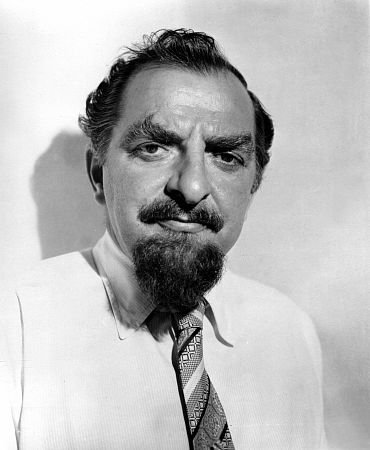

휴 그리피스(Hugh Griffith, 1912년 5월 30일 ~ 1980년 5월 14일)는 웨일스의 영화, 무대, 텔레비전 배우이다. 1959년 영화 벤허의 역할로 유명하며 아카데미 남우조연상을 수상했다. 1960년 영화 영광의 탈출, 1962년 영화 바운티 호의 반란, 1963년 영화 톰 존스의 화려한 모험, 1968년 영화 올리버 등 다른 유명 작품에도 참여했다.
웨일스 앵글시섬에서 태어났다. 1980년 켄징턴의 자신의 집에서 사망했다.

## 참여 작품
- 뮌헨행 야간열차
- 친절한 마음과 화관
- 거지의 오페라
- 존재한 적 없는 사나이
- 벤허 (1959년 영화)
- 영광의 탈출
- 누구를 위한 반역인가
- 바운티 호의 반란 (1962년 영화)
- 톰 존스의 화려한 모험
- 백만달러의 사랑
- 올리버 (영화)
- 키에프의 신화
- 복수의 화신 닥터 파이브스
- 캔터베리 이야기 (1972년 영화)
- 왓? (영화)